# 拉热阿杜-杜布格里
拉热阿杜-杜布格里是巴西南大河州的一个市镇。总面积67.903平方公里，总人口2536人，人口密度37.3人/平方公里。